# 日耳曼尼亚志

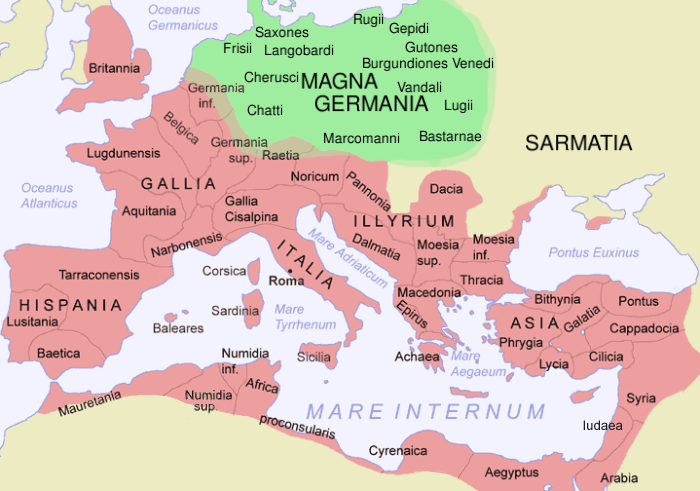
公元2世纪早期的日耳曼部族分布，据塔西佗描述

《日耳曼尼亚志》（拉丁語：Germania），原名《論日耳曼人的起源和現況》（De Origine et situ Germanorum），罗马史学家塔西佗著，于公元98年成書，记述了公元1世纪左右的日耳曼部族的分布情况。篇幅不长，但有极高的史学价值。
中世纪时，这部书基本在欧洲遗佚并且被忘记。1455年，唯一一份手稿在德国的赫斯菲尔德修道院被发现。这份手稿被带到了意大利。正是在那里，后来的教皇庇护二世第一次查看了这部书。这引发了德国人文主义学者康拉德·策尔蒂斯、Johannes Aventinus以及乌尔里希·冯·胡滕的兴趣，在一系列的研究和辩论后，这部书被看成是有关日耳曼地区的可靠来源。
1956年意大利历史学家Arnaldo Momigliano将这部书描述成“历史上最危险的书之一”。

## 时间
根据内容判断，日耳曼尼亚志成书于公元98年：

“Sexcentesimum et quadragesimum annum urbs nostra agebat […] ex quo si ad alterum imperatoris Traiani consulatum computemus.”

“我们的帝国已经进入第640年…从那时起，直到图拉真皇帝就任第二任执行官为止。”

由于图拉真于公元98年-117年间就任罗马帝国皇帝，所以我们依此将公元98年作为目前可以确定的日耳曼尼亚志完成的最早时间（Terminus post quem），但更加具体的日期并不明确。

## 命名

公元117年图拉真治下疆土达到极盛的罗马帝国

塔西陀的原稿并没有给出标题。在现存的史料中，日耳曼尼亚第一次被提起还是来自人类学家安东尼奥·贝卡德利与维罗纳的瓜里诺于1426年的通信：“Compertus est Cor. Tacitus de origine et situ Germanorum”，意为“塔西陀所著《日耳曼的起源》的研究”（书名为其自行总结）。在众所周知的藏书狂尼科利1431年的一份财产明细里也列有：“Cornelii taciti de origine & situ germanorum liber incipit sic”。
以上的几个标题可能参考了原稿：

“Haec in commune de omnium Germanorum origine ac moribus accepimus”

“关于日耳曼人的起源和生活状态，以上是我得到的所有信息。”

## 历史背景
在塔西陀撰写日耳曼尼亚时，罗马帝国无论是在领土范围还是在艺术文化上都处于鼎盛时期，从另一个角度来说也是相对战争较少的时期。罗马人的军队从公元1世纪开始就将边境线不断往日耳曼人的领土上推进，期间经历了多次著名战役，如公元9年的条顿堡森林战役（阿米尼乌斯率日耳曼部落消灭罗马将领瓦卢斯率领的三个军团），公元16年的威瑟河战役（日耳曼尼库斯击败阿米尼乌斯，也间接导致了后者被部落的反对派暗杀。）

## 内容概要
因日耳曼尼亚被整理成书故在此处标為章，但参考内容实际长度亦可以被分作段。

### 概览部分
1-27章 塔西陀以日耳曼部落整体为对象，介绍了他们所处的地理位置及传统信仰，公共生活（政治，刑罚，军事）及私人生活（婚姻，家庭，习俗）。

### 详细介绍
27-46章 脱离了整体概述，塔西陀由南向北挑选出有代表性的单个日耳曼部落进行介绍与对比。

## 影響
有人以英文撰寫模仿日耳曼尼亚的書籍《香港志》，該書以外來者視角描繪「香港民族」各方面，藉此解構「何為香港民族」。。